# Proasellus cavaticus
Proasellus cavaticus là một loài chân đều trong họ Asellidae. Loài này được Leydig miêu tả khoa học năm 1871.